# Список похороненных на Новодевичьем кладбище (Ю)
Новодевичье кладбище является одним из самых известных некрополей Москвы. Оно было образовано в 1898 году вдоль южной стены Новодевичьего монастыря, где имеется дворянский некрополь XIX века. В советское время это было второе по значимости кладбище после некрополя у Кремлёвской стены. Многие могилы Новодевичьего кладбища являются объектами культурного наследия. В данной статье представлен список значимых людей, похороненных на Новодевичье кладбище, фамилии которых начинаются на букву «Ю».

## Список
- Юдин, Вадим Михайлович (1899—1970) — зоотехник, академик ВАСХНИЛ (1948); 7 уч. пр.ст. 15 ряд
- Юдин, Константин Константинович (1896—1957) — кинорежиссёр, заслуженный деятель искусств РСФСР; 5 уч. 4 ряд.
- Юдин, Павел Фёдорович (1899—1968) — философ, посол в КНР, академик АН СССР; 6 уч. 36 ряд.
- Юдин, Сергей Петрович (1889—1963) — певец (лирический тенор), заслуженный артист РСФСР (1933); 8 уч. 30 ряд.
- Юдин, Сергей Сергеевич (1891—1951) — хирург, академик АМН СССР, главный хирург НИИ скорой помощи имени Н. В. Склифосовского; 2 уч. 32 ряд
- Южин, Александр Иванович (1857—1927) — актёр, драматург, театральный деятель, директор Малого театра; из княжеского рода Сумбатовых, Южин — сценический псевдоним; 2 уч. 11 ряд.
- Юзовский, Иосиф Ильич (1902—1964) — театральный и литературный критик; автор памятника Л. Л. Берлин; 6 уч. 13 ряд.
- Юон, Константин Фёдорович (1875—1958) — живописец, график, театральный художник, педагог; автор памятника Е. Ф. Белашова; 4 уч. 51 ряд.
- Юренева, Вера Леонидовна (1876—1962) — театральная актриса, заслуженная артистка РСФСР; 3 уч. 61 ряд.
- Юрлов, Александр Александрович (1927—1973) — хоровой дирижёр, народный артист РСФСР (1970), профессор Института имени Гнесиных (1970); 7 уч. лев.ст. 3 ряд.
- Юрьев, Борис Николаевич (1889—1957) — конструктор вертолётов, изобретатель автомата перекоса, учёный в области аэродинамики, один из организаторов ЦАГИ и МАИ, академик АН СССР, генерал-лейтенант, лауреат двух Сталинских премий; 3 уч. 53 ряд.
- Юсов, Вадим Иванович (1929—2013) — кинооператор и педагог, народный артист РСФСР; 5 уч. у Центральной аллеи.
- Юткевич, Сергей Иосифович (1904—1985) — кинорежиссёр, теоретик кино, художник, доктор искусствоведения, народный артист СССР; 4 уч. 35 ряд.
- Юшкевич, Василий Александрович (1897—1951) — генерал-полковник (1945); 4 уч. 61 последний ряд.